# Skakun Wagi
Skakun Wagi (Tetrix wagai) – gatunek górskiego owada prostoskrzydłego z rodziny skakunowatych (Tetrigidae) opisany naukowo z okolic Czorsztyna w 1962 roku przez Władysława Bazyluka. Jest klasyfikowany w randze gatunku lub jako podgatunek Tetrix tuerki. Nazwę gatunkową wagai nadano dla uhonorowania polskiego zoologa Antoniego Wagi.
W Polsce skakun Wagi jest gatunkiem bardzo rzadkim, występującym na nadrzecznych żwirowiskach nad Dunajcem, Popradem i mniejszymi potokami górskimi. 
Na Czerwonej Liście Zwierząt Ginących i Zagrożonych w Polsce klasyfikowany jest w kategorii EN (zagrożony).